# オリヴィエ・ガジャン
オリヴィエ・ガジャン（Olivier Gajan）は、フランスの映像編集者。

## 参加作品
- グレース・オブ・モナコ 公妃の切り札
- 最後のマイ・ウェイ
- ザ・パック　餌になる女